# Municipio de Stony Creek (Carolina del Norte)
El municipio de Stony Creek (en inglés: Stony Creek Township) es un municipio ubicado en el  condado de Nash en el estado estadounidense de Carolina del Norte. En el año 2010 tenía una población de 25.019 habitantes.

## Geografía
El municipio de Stony Creek se encuentra ubicado en las coordenadas 35°58′8.55″N 77°50′20.93″O / 35.9690417, -77.8391472.